# Covaxin
Ampola da Covaxin
A Covaxin (ou BBV152) é uma vacina contra a COVID-19 produzida na Índia pelo laboratório Bharat Biotech.
Ela foi uma das primeiras a ser usadas no mundo na vacinação emergencial e será uma das vacinas aplicadas pelo Brasil, onde será produzida em parceria com a Precisa Medicamentos, e o Ministério da Saúde estima usá-la em fevereiro de 2021. No dia 5 de fevereiro de 2021, a Agência Nacional de Vigilância Sanitária (Anvisa) anunciou que havia recebido um pedido de estudo da vacina no Brasil.

## Histórico

### Produção
A Bharat Biotech produziu a Covaxin por meio da fabricação sob risco em sua plataforma de fabricação de células VERO, a qual tem capacidade para fornecer cerca de 300 milhões de doses. A empresa está em processo de instalação de uma segunda fábrica em sua instalação Genome Valley em Hyderabad para fazer o Covaxin. A empresa esteve em negociações com outros governos estaduais, como Odisha para outro site no país fazer a vacina. Além disso, a Bharat também procurou associações globais para a fabricação da Covaxin.
Em dezembro de 2020, a Ocugen Inc. fechou uma parceria com a Bharat Biotech para co-desenvolver o Covaxin para o mercado dos EUA.
Em janeiro de 2021, a Precisa Med firmou um contrato com a Bharat Biotech para fornecer a Covaxin no Brasil
Além disso, para produção da Covaxin, a Bharat Biotech contou com o investimento de US$ 300 000 000 da Fundação Bill e Melinda Gates.

### Autorização de uso emergencial
A Bharat Biotech solicitou ao Controlador Geral de Drogas da Índia (DCGI), Governo da Índia, uma autorização de uso de emergência. Foi a terceira empresa, depois do Serum Institute of India e da Pfizer, a solicitar a aprovação para uso de emergência.
Em 2 de janeiro de 2021, a Central Drugs Standard Control Organisation (CDSCO) recomendou permissão para uso emergencial, que foi concedida em 3 de janeiro. A aprovação de emergência foi dada antes da publicação dos dados do ensaio de Fase III. Isso foi criticado em alguns setores da mídia.
No dia 04 de novembro, a OMS também liberou o uso emergencial da vacina, que passou a fazer parte da lista da Organização.

### No Brasil
Em 30 de março de 2021, a ANVISA anunciou que havia negado à fabricante o Certificado de Boas Práticas de Fabricação por "risco sanitário aos usuários", tendo encontrado, após uma inspeção à Bharat na Índia, "não conformidades, sendo três críticas, 12 maiores e 14 menores, que, em conjunto, denotam um risco significativo à fabricação e garantia de qualidade do produto".
Uma investigação feita pelo Ministério Público Federal (MPF), realizada no dia 16 de junho de 2021, encontrou indícios de irregularidades na compra de 20 milhões de doses da vacina através da farmacêutica Precisa Medicamentos, com o valor das vacinas 1000% maior do que o valor inicial mostrado inicialmente pela Bharat Biotech seis meses antes.
Dia 25 de junho de 2021 o deputado Luis Miranda e seu irmão foram ouvidos na CPI da COVID-19. Depois de suspeitarem de corrupção na compra da Covaxin, o deputado e o servidor se reuniram com o presidente Bolsonaro.  Em 29 de junho, o contrato de compras da vacina é suspenso pelo Ministério da Saúde após "polêmicas".

## Testagens

### Fases I e II
Em dezembro de 2020, a empresa anunciou o relatório dos testes de Fase I e apresentou os resultados por meio do periódico medRxiv o relatório foi publicado posteriormente na The Lancet.
No dia 21 de janeiro de 2021, os cientistas responsáveis pelo desenvolvimento da vacina publicaram um relatório na revista The Lancet sobre os resultados da fase 1 do estudo, anunciando que o imunizante "levou a resultados de segurança toleráveis e respostas imunológicas aprimoradas".
A vacina foi liberada na Índia durante os testes da fase 2, sendo depois noticiado que os "resultados apresentados também foram totalmente satisfatórios e positivos", conforme a Precisa em seu website. No Brasil, em 3 de fevereiro de 2021, quando a Anvisa liberou o uso de vacinas contra a covid-19 que ainda não estivessem em testes no Brasil, o imunizante estava sendo testado em fase 3 na Índia num estudo com cerca de 25 mil voluntários.
No Brasil ela será produzida em parceria com a farmacêutica Precisa Medicamentos, que anunciou no dia 03 de fevereiro de 2021 que realizaria testes de fase 3 no país em cooperação com o Instituto Israelita Albert Einstein de Ensino e Pesquisa (IIAEEP).

### Fase III
Em novembro de 2020, a Covaxin recebeu a aprovação para conduzir testes humanos de Fase III após a conclusão das Fases I e II. O ensaio envolve um estudo randomizado, duplo-cego e controlado por placebo entre voluntários com idade igual ou superior a 18 anos, iniciado em 25 de novembro. Os testes de Fase III envolveram cerca de 26.000 voluntários de toda a Índia. Os testes de fase III cobriram um total de 22 locais que consistem em vários estados do país, incluindo Delhi, Carnataca e Bengala Ocidental . A taxa de recusa para estudos de Fase III foi muito mais alta do que para Fase I e Fase II. Como resultado, apenas 13.000 voluntários foram recrutados até 22 de dezembro, com o número aumentando para 23.000 até 5 de janeiro.

## Farmacologia

### Posologia
A Covaxin deve ser aplicada em duas doses, com intervalo de cerca de três semanas.

### Reações adversas
As reações mais comuns são dor no local da injeção, dor de cabeça, fadiga e febre.

### Eficácia
No dia 03 de março de 2021 o Bharat anunciou que a vacina tinha uma eficácia geral de 81%.